# Карпиниш (Гарбова)
Карпиниш (рум. Cărpiniș) насеље је у Румунији у округу Алба у општини Гарбова. Oпштина се налази на надморској висини од 561 m.

## Становништво
Према подацима из 2002. године у насељу је живело 292 становника, од којих су сви румунске националности.